# Royal Blood (альбом)
Royal Blood — це дебютний студійний альбом однойменного британського рок-дуету Royal Blood. Альбом, зроблений зусиллями складу групи та Тома Далгеті, вийшов на лейблі Warner Bros. Records 22 серпня 2014 року в світі, і 25 серпня 2014 року у Великій Британії.
Альбом був добре прийнятий музичними критиками. Він був номінований на премію «Меркурій 2014» як кращий альбом. Це був комерційний успіх. Платівка дебютувала на першому місці в рейтингу альбомів Великої Британії та була відзначена The Official Charts Company як найшвидше розпродуваний британський дебютний альбом у Великій Британії за три роки. Альбом також досягнув 10 найвищих позицій в Ірландії, Швейцарії, Австралії та Новій Зеландії.

## Створення
Royal Blood була створена в 2013 році басистом і вокалістом Майком Керром і барабанщиком Беном Тетчером. Хлопці знали один одного з підліткового віку та грали в різних групах разом і самостійно, раніше Керр був членом британської рок-групи Hunting the Minotaur. З ідеями щодо нових пісень та «басового звучання» Керр сформував групу з Тетчером після дев'ятимісячного перебування в Австралії, зустрічався з ним в аеропорту та організував репетиції на наступний день і грав на концерті своїм друзям у місцевому барі Брайтон.
Великий інтерес до гурту з'явився влітку 2013 року, коли їх пісні, такі як «Out of the Black» та «Come On Over», вперше були відправлені на радіо для ефірного відтворення та після рекламного трюку, в якому барабанщик Arctic Monkeys Метт Хелдерс одягнув футболку «Royal Blood» під час виступу групи в Glastonbury. Обидві групи мають одну і ту ж керівну компанію.

## Композиція
Більшість пісень альбому базуються на важких гітарних рифах, написаних та виконаних басистом Майком Керром.

## Запис
Запис альбому проходив в жорстких умовах, група по суті записувала цей альбом лише з вокалом та бас-гітарою Майка Керра та барабанним комплектом Бена Тетчера, за винятком шейкерів і бубнів на деяких композиціях альбому. Виготовлення альбому не передбачало використання зразків або надмірного дублювання, що означало, що більша частина матеріалу альбому була записана в одному режимі.

## Список композицій
Автор музики і слів Майк Керр і Бен Тетчер. Усі треки спродюсовані Томом Далгеті, Майком Керром, Беном Тетчером. 
| #     | Назва                 | Тривалість |
| ----- | --------------------- | ---------- |
| 1.    | «Out of the Black»    | 4:00       |
| 2.    | «Come On Over»        | 2:51       |
| 3.    | «Figure It Out»       | 3:04       |
| 4.    | «You Can Be So Cruel» | 2:44       |
| 5.    | «Blood Hands»         | 3:07       |
| 6.    | «Little Monster»      | 3:32       |
| 7.    | «Loose Change»        | 2:35       |
| 8.    | «Careless»            | 3:21       |
| 9.    | «Ten Tonne Skeleton»  | 3:07       |
| 10.   | «Better Strangers»    | 4:12       |
| 32:38 |                       |            |

## Учасники запису

### Royal Blood
- Майк Керр — вокал, бас-гітара
- Бен Тетчер — ударні

### Технічний персонал
- Том Далгеті — продюсування, зведення (треки 1, 3, 5, 7, 10), запис
- Джон Дейвіс — мастеринг
- Алан Модельер — зведення (трек 2)
- Дейв Сарді — зведення (трек 6)